# فهرست مراکز شهرستان‌های استان تهران
فهرست مراکز شهرستان‌های استان تهران:
1. اسلام‌شهر.
2. پاکدشت.
3. تجریش.
4. تهران.
5. دماوند.
6. رباطکریم.
7. شهرری.
8. شهریار
9. فیروزکوه.
10. قدس.
11. قرچک.
12. ملارد.
13. ورامین.